# Temperatura de Planck
La temperatura de Planck (TP), anomenada així en honor del físic alemany Max Planck, és la unitat de temperatura del sistema d'unitats naturals anomenat Unitats de Planck. Es tracta d'una unitat que correspon a un límit fonamental de la mecànica quàntica, la temperatura més gran que es pot assolir. D'acord amb la cosmologia, la temperatura de Planck seria la temperatura inicial de l'Univers durant el primer instant (Temps de Planck) del big-bang, que equivaldria a la temperatura a la qual es podria evaporar un forat negre.
La temperatura de Planck es defineix com:
{\displaystyle T_{P}={\frac {m_{P}c^{2}}{k}}={\sqrt {\frac {\hbar c^{5}}{Gk^{2}}}}=}
1,416785(71) × 10³² K
on:
mP és la Massa de Planck
c és la velocitat de la llum al buit
{\displaystyle \hbar } és la constant de Planck reduïda o constant de Dirac
k és la constant de Boltzmann
G és la constant de la gravitació
Els dos dígits que apareixen entre parèntesis indiquen la incertesa (desviació típica) dels dos darrers dígits del valor.